# Tyler Kolek
Pour les articles homonymes, voir Tyler.
Tyler John Kolek, né le  27 mars 2001 à Providence à Rhode Island, est un joueur américain de basket-ball évoluant au poste de meneur et mesurant 1,86 m.

## Biographie

### Carrière universitaire
Entre 2020 et 2021, il joue pour les Patriots de George Mason à l'université George Mason.
Entre 2021 et 2024, il joue pour les Golden Eagles de Marquette à l'université Marquette.

## Palmarès

### Universitaire
- Consensus second-team All-American (2024)
- Second-team All-American – USBWA, SN (2023)
- Third-team All-American – AP, NABC (2023)
- NCAA season assists leader (2024)
- Big East Player of the Year (2023)
- 2× First-team All-Big East (2023, 2024)
- Atlantic 10 Rookie of the Year (2021)
- Big East tournament MOP (2023)

## Statistiques

### Universitaires
| Saison    | Équipe       | Matchs | Titul. | Min./m | % Tir | % 3pts | % LF | Rbds/m. | Pass/m. | Int/m. | Ctr/m. | Pts/m. |
| --------- | ------------ | ------ | ------ | ------ | ----- | ------ | ---- | ------- | ------- | ------ | ------ | ------ |
| 2020-2021 | George Mason | 22     | 18     | 30,8   | 39,9  | 35,8   | 79,4 | 3,64    | 2,27    | 1,27   | 0,14   | 10,82  |
| 2021-2022 | Marquette    | 32     | 32     | 29,2   | 32,0  | 28,1   | 81,0 | 3,69    | 5,88    | 1,38   | 0,06   | 6,69   |
| 2022-2023 | Marquette    | 36     | 36     | 32,3   | 47,1  | 39,8   | 80,2 | 4,14    | 7,50    | 1,78   | 0,14   | 12,94  |
| 2023-2024 | Marquette    | 31     | 30     | 33,0   | 49,6  | 38,8   | 85,1 | 4,94    | 7,71    | 1,58   | 0,16   | 15,32  |
| Carrière  | Carrière     | 121    | 116    | 31,4   | 43,6  | 35,5   | 81,9 | 4,13    | 6,17    | 1,53   | 0,12   | 11,51  |